# NbE T 5
Der Triebwagen NbE T 5 war der letzte beschaffte Triebwagen der Niederbarnimer Eisenbahn sowie der stärkste Triebwagen der Gesellschaft. Er war mit zwei Motoren von je 250 PS Leistung ausgerüstet.
Der Triebwagen kam nach 1945 zur Deutschen Reichsbahn und erhielt die Bezeichnung VT 137 560. Er war bis 1972 im Einsatz und erhielt noch die EDV-Bezeichnung 185 024-7. Der Triebwagen ist nicht mehr vorhanden.

## Geschichte
1943 erhielt die Niederbarnimer Eisenbahn von der Dessauer Waggonfabrik einen fünfachsigen Triebwagen mit zwei Motoren von je 250 PS.

## DR 137 560
Der Triebwagen, der ab 1949 bei der Deutschen Reichsbahn unter der Bezeichnung VT 137 560 lief, gehörte 1950 zur Reichsbahndirektion Berlin. Er war von 1955 bis 1965 im Triebwagen-Bahnbetriebswerk Berlin-Karlshorst eingesetzt.

## DR 185 024
1970 wurde der Triebwagen nach Stendal umbeheimatet, wo er die EDV-Bezeichnung 185 024-7 erhielt. 1972 wurde der Triebwagen ausgemustert.

## Konstruktive Merkmale
Die Stirnpartie besaß fünf Stirnfenster, große Scheinwerfer, die Seitenpartie lange doppelte Trittbretter über den mittleren und äußeren Einstiegstüren.
Über den Triebwagen liegt ein Datenblatt im Verkehrsmuseum Dresden vor. Die fünfachsige Ausführung mit einem dreiachsigen Triebdrehgestell der Achsfolge A1A und einem zweiachsigen Triebdrehgestell war durch die Lastverteilung erforderlich. Über dem zweiachsigen Drehgestell lag der Gepäckraum mit einer Ladefläche von 6,5 m² und einer Ladelast von 1.000 kg. Verschlossen wurde dieser mit einer doppelflügigen Tür. Dafür war der Einstiegsraum auf dieser Seite weit zurückgesetzt. Beheizt wurde der Wagen durch eine Warmwasserheizung mit Unterflurkoksofen.
Ursprünglich wurde die Maschinenanlage aus zwei Motoren mit je 250 PS Leistung gebildet, bei Umzeichnung durch die Deutsche Reichsbahn waren zwei Motoren der Elbe Werk Roßlau mit je 150 PS angegeben. Die elektrische Ausrüstung kam von den Siemens-Schuckertwerken. Jeder Dieselmotor trieb je einen Hauptgenerator mit 93 kW Leistung bei 1.500 Umdrehungen/Minute an. Der Triebwagen besaß ein Bordnetz von 24 V, gespeist von der Batterie bzw. dem Hauptgenerator.